# Centro ceremonial indígena de Tibes

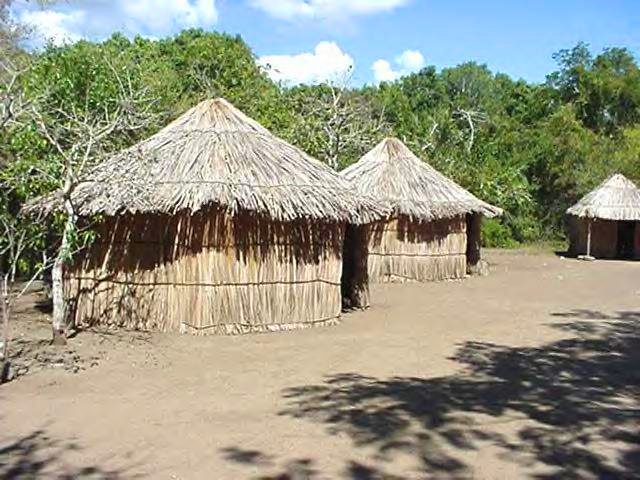
Imagen de una representación de una aldea taína en Centro Ceremonial Indígena de Tibes.

El Centro ceremonial Indígena de Tibes en el barrio Portugués, Ponce, Estado Libre Asociado de Puerto Rico, alberga uno de los descubrimientos arqueológicos más importantes realizados en las Antillas. El descubrimiento proporciona una idea de cómo las tribus indígenas de Iñeri y Taínos vivían y jugaban durante y antes de la llegada de Cristóbal Colón al Nuevo Mundo. Tibes es el más antiguo complejo ceremonial y deportivo antillano aún descubierto en Puerto Rico. Dentro de sus límites es también el mayor cementerio Indígena descubierto hasta ahora – que consiste de 186 esqueletos humanos, la mayoría de los Iñeri y el resto de las culturas pre-taínas. Basándose en la orientación de las plazas ceremoniales, también se cree que es el observatorio astronómico más antiguo de las Antillas. 

## Significado
El Centro Ceremonial Indígena de Tibes es uno de los sitios más grandes e importantes sitios indígenas en las islas del Caribe, y es el mayor centro ceremonial en Puerto Rico. 
La ocupación continua desde los tiempos de Iñeri a Taíno, la presencia de las grandes construcciones en piedra, la presencia de conchales y depósitos estratificados, todos ofrecen la posibilidad de investigar algunos de los principales problemas de fondo y teóricos de la arqueología del Caribe. Además se presta a los problemas tradicionales de la cultura, la historia y la cronología, el sitio es el lugar ideal para el estudio de los procesos culturales responsables de la transición de los Iñeri a la manifestación cultural taína. Ha habido una cierta controversia en la literatura en cuanto a si había un unilineal directo, «in situ», la transición de una a la otra, o si las dos manifestaciones en realidad son dos grupos diferentes. Los datos en este sitio puede contribuir significativamente a la resolución de este problema de investigación, así como a otras cuestiones básicas relacionadas con los cambios en la organización sociopolítica que pueden haber pasado junto con los cambios evidenciados en la cultura material.
El sitio también se presta al estudio de los problemas relativos a las influencias extra-antillanos en el Caribe. La evidencia de este emplazamiento indica que las posibles influencias de Mesoamérica, por ejemplo, el juego pelota o «batú», son evidentes en Puerto Rico ya en 700 d. C. La presencia de conchales y montones de desechos en el sitio ofrecerá la oportunidad de estudiar los patrones de subsistencia, así como, posiblemente, algo de información sobre el paleoambiente.
Los entierros y los correspondientes ajuares funerarios proporcionará una visión una visión en la vida social, religiosa, sistemas ceremoniales/simbólico de estos ocupantes, así como proporcionar información sobre los patrones demográficos prehistóricos, nutrición, enfermedades y otras características de la población prehistórica.
Más de 186 restos humanos se encontraron dentro de los límites del centro ceremonial, en lo que se considera el mayor cementerio indígena en la región.  La mayoría de los restos eran de la Cultura Iñeri y muestras de ADN han sido tomadas de los restos para su posterior estudio. La información como las ceremonias, los hábitos alimentarios, estilos de cerámica y mucho más se ha proporcionado de estos restos y de las excavaciones.
El sitio es ahora una atracción turística que se abrió al público en 1990. Los artefactos encontrados en el sitio están en exhibición y puede ser visto en un museo en el sitio y en el Museo de Arte de Ponce.

## Apariencia física
El Centro Ceremonial Indígena de Tibes en Ponce, Puerto Rico, se ubicó durante los días posteriores a aguaceros de lluvia intensa. El estudio fue llevado a cabo por la Sociedad Guaynia de Arqueología e Historia y fue patrocinado por el Instituto de Cultura Puertorriqueña. Despejando de la zona el matorral alto manifiesto una serie de concheros, así como las principales características del sitio que fueron las construcciones de piedra cuidadosamente trazado referido tradicionalmente como «Batey» donde se celebraban asambleas o juegos de pelota.
Un total de siete canchas de pelota y una plaza cuadrangular se distribuyen por todo el sitio. Cinco de las canchas de pelota son rectangulares, que consiste en dos líneas paralelas de piedras planas y abierta en ambos extremos. Las otras dos canchas de pelota son en forma de U, limitada a ambos lados por un paseo empedrado de con piedras planas y abierto en ambos extremos. Otra característica importante del sitio es una serie de arreglos triangulares de piedra que rodean un área excavada plana. 
La característica principal de este sitio es el recinto casi cuadrangular que se ha llamado una plaza. Es limitado en ambos lados por un paseo empedrado con piedras planas, mientras que los otros dos lados se definen con losas planas. 
Muchas de las piedras que rodean la plaza portan petroglifos. Cabe señalar que el terreno dentro de los juegos de pelota y la plaza se han modificado artificialmente. Varios montículos de conchas están esparcidas irregularmente por todo el sitio y algunos casos, las canchas de pelota se entrometen en ellos, lo que indica que el sitio fue ocupado durante un largo periodo de tiempo con una evolución gradual en un centro ceremonial. 
Una serie de pozos de prueba se han excavado para establecer una cronología absoluta y relativa, así como para definir el potencial para el sitio. Estos indican que el sitio fue ocupado originalmente por los primeros inmigrantes agrícolas en las Antillas Mayores, los Iñeri. Las fechas de radiocarbono y análisis de cerámica han revelado un período continuo de ocupación entre el 400 dC y 1000 d. C.. Los últimos habitantes del lugar fueron presumiblemente los taínos.

## Era precolombina
Los taínos que habitaban Puerto Rico antes de la llegada de Cristóbal Colón en 1492, jugaron una serie de partidos que eran a la vez ceremonial y diversional, como carreras, concursos que involucran la fuerza física y la pesca. Sin embargo, dos de los deportes más importantes eran las luchas guerreras simuladas (similares a los gladiadores) y juegos de pelota.

### Juegos de fuerza física
El juego de pelota, llamado «batú», se jugó en la cancha de pelota ceremonial, a la que también se denomina «Batey», situado en el centro de la aldea. Los campos tenían la forma ya sea como un triángulo o como una «U». El balón también fue llamao batú y está hecho de hojas de caucho y vegetales, que le daban flexibilidad. Dos equipos jugaban uno contra el otro. Uno de los equipos hacia el oeste y el otro hacia el este. Los padres y los hijos jugaban en los equipos opuestos. El objetivo del juego es mantener la pelota en movimiento constante. Los jugadores se les permite usar la cabeza, los codos, los hombros y las rodillas. El equipo pierde un punto, si por alguna razón el balón dejó de moverse. El puntaje se mantenía con una marca en el suelo y el juego terminaría después de que el equipo perdedor recibiera una cierta cantidad de puntos. Los ganadores eran tratados como héroes y los perdedores eran sacrificados.   El juego había cambiado en el momento de los primeros colonos españoles llegaron. Según Fray Bartolomé de las Casas el juego se jugaba de la siguiente manera: Un equipo sirve la pelota y el otro equipo lo devuelve, utilizando cualquier cosa menos las manos. Si el balón llega a la altura del hombro, se devolvia como un rayo. Cuando llegaba cerca del suelo, el jugador rápidamente alcanza al suelo, golpeando la pelota con los glúteos. el juego continuó de un lado a otro hasta que se cometa un error.

### Descubrimiento
En 1975,unos aficionados de la Sociedad Guaynia de Arqueología e Historia de la Universidad Católica de Puerto Rico, miembros de la Sociedad Arqueológica del Suroeste (Archaeological Society of the Southwest), anunciaron el descubrimiento de las ruinas de un «Batey», en un barrio llamado Portugués, en las afueras de la ciudad de Ponce. Un total de 9 campos de pelota fueron descubiertos enterradas bajo crecimiento excesivo del espeso bosque, que data del año 25 en el área que ahora se conoce como el «Centro Ceremonial Indígena de Tibes». Los campos variaban en tamaño de 12,8 metros (42 pies) de largo por 10,9 metros (35,8 pies) de ancho a 35,1 metros (115 pies) de largo por 9,3 metros (30,5 pies) de ancho.

## Primeros habitantes
Según los arqueólogos, los parques de pelota y centros ceremoniales fueron construidos por la cultura  Iñeri, una tribu pre-taínos que habitaban la isla. La tecnología moderna nos dice que el área fue poblada en el 25 dC y que la Iñeri abandonaron la zona en el año 600 dC, por alguna razón o razones desconocidas. Los taínos poblaron la misma zona en el año 1000.
Según el historiador Osvaldo García Goyco, hay evidencia de que algunas de las plazas están orientadas en relación con el equinoccio y solsticio de las cuatro estaciones del año. Esto no es inusual, ya que los taínos cultivaban sus cosechas de acuerdo a sus observaciones astrológicas. El Centro Ceremonial Tibes es el más antiguo observatorio astronómico en el Caribe.